# Fortanete
Fortanete ist eine Gemeinde in der Provinz Teruel in der Autonomen Region Aragón in Spanien. Sie liegt in der Comarca. 2024 hatte die Gemeinde 216 Einwohner.

## Lage
Fortanete liegt etwa 59 Kilometer (Luftlinie) in ostnordöstlicher Richtung von der Provinzhauptstadt Teruel und etwa 150 Kilometer (Luftlinie) südsüdöstlich von Saragossa in einer Höhe von ca. 1355 m.

## Bevölkerungsentwicklung
| Jahr      | 1970 | 1981 | 1991 | 2001 | 2011 | 2021 |
| Einwohner | 506  | 325  | 212  | 180  | 218  | 197  |

Die Mechanisierung der Landwirtschaft sowie die Aufgabe bäuerlicher Kleinbetriebe und der daraus resultierende Verlust an Arbeitsplätzen haben seit der Mitte des 20. Jahrhunderts zu einer Landflucht geführt.

## Sehenswürdigkeiten
- Burgreste von Fontaner
- Kirche der Unbefleckten Empfängnis

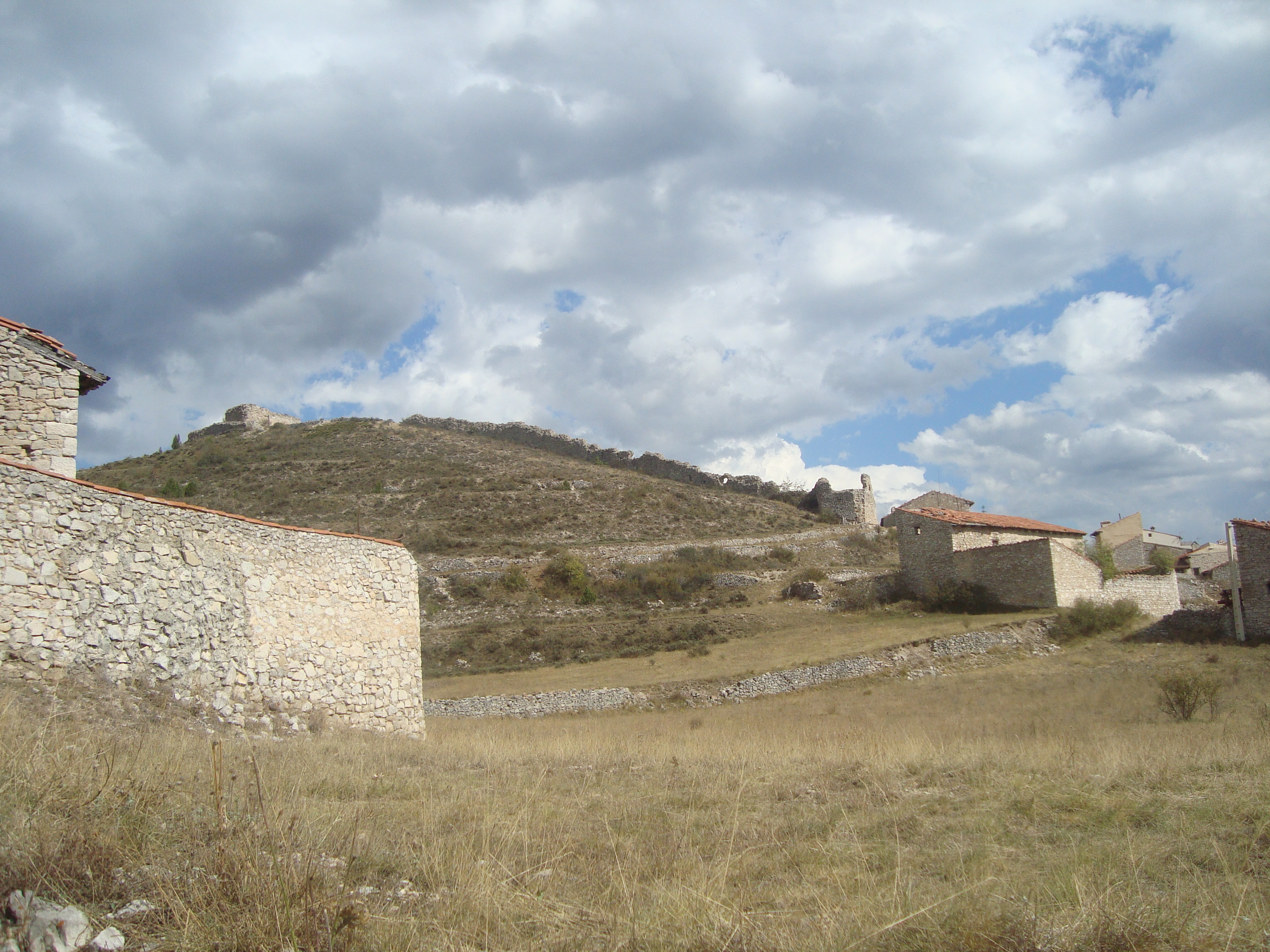
Burgreste von Fontaner
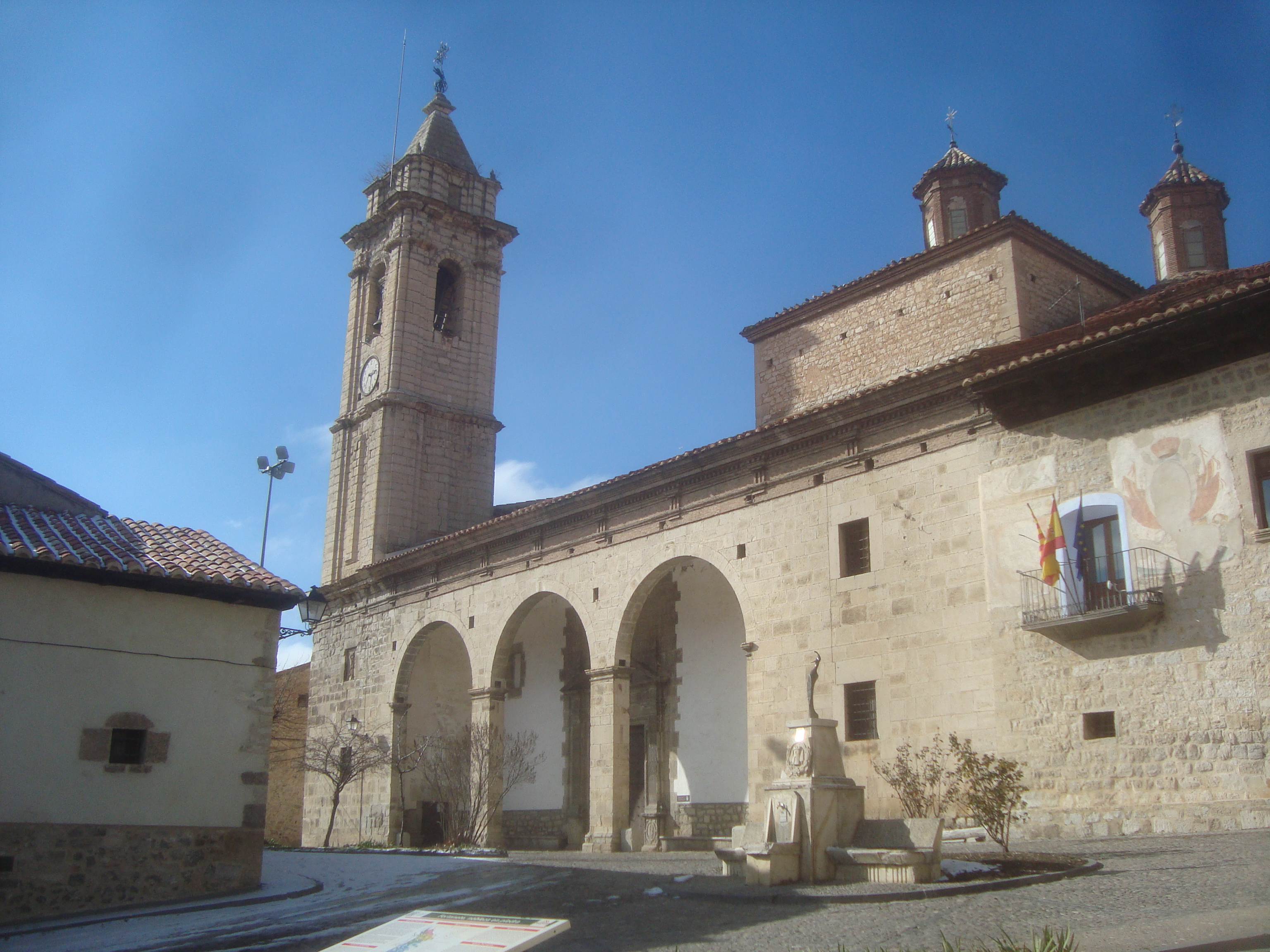
Kirche der Unbefleckten Empfängnis
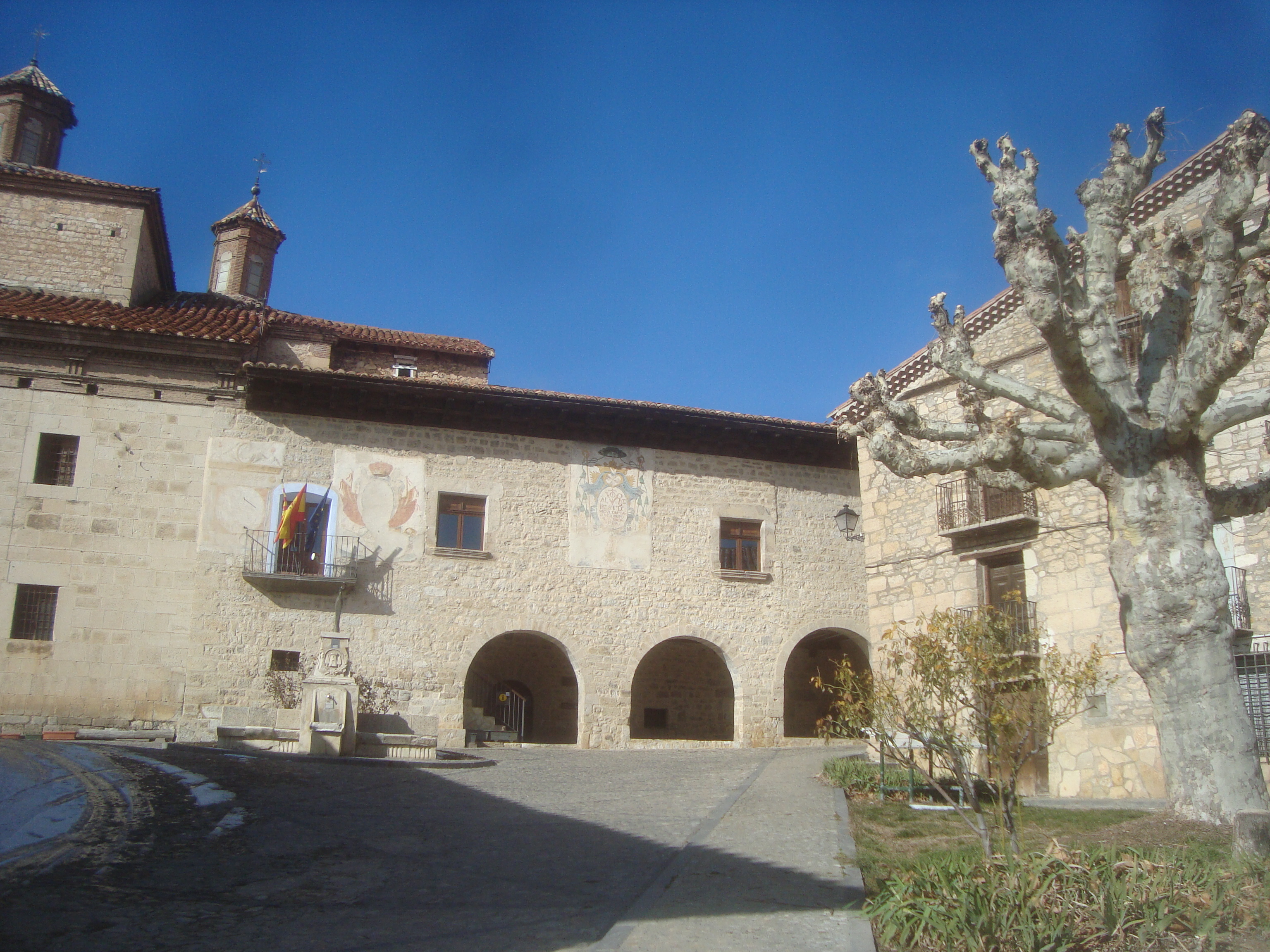
Rathaus